# Ferrari
A Ferrari é uma fabricante italiana de carros esportivos de luxo com sede em Maranello. Fundada por Enzo Ferrari em 1939 na divisão de corridas da Alfa Romeo com o nome Auto Avio Costruzioni, a empresa construiu seu primeiro carro em 1940. No entanto, o início da empresa como fabricante de automóveis é geralmente reconhecido em 1947, quando o primeiro carro com o nome Ferrari foi concluído.
Em 2014, a Ferrari foi classificada como a marca mais poderosa do mundo pela consultoria Brand Finance. Em junho de 2018, o 250 GTO de 1964 tornou-se o carro mais caro da história (em 2022 foi ultrapassado pela Mercedes-Benz 300 SLR Uhlenhaut Coupé, sendo vendida por 143 milhões de dólares), estabelecendo um recorde de venda de 70 milhões de dólares.
O Grupo Fiat adquiriu 50% da Ferrari em 1969 e expandiu sua participação para 90% em 1988. Em outubro de 2014, a Fiat Chrysler Automobiles (FCA) anunciou suas intenções de separar a Ferrari S.p.A. da FCA; no momento do anúncio, a FCA detinha 90% da Ferrari. A separação começou em outubro de 2015 com uma reestruturação que estabeleceu a Ferrari NV (uma empresa constituída nos Países Baixos) como a nova holding do Grupo Ferrari e a subsequente venda pela FCA de 10% das ações em uma oferta pública inicial e listagem simultânea de ações ordinárias na Bolsa de Nova York. Através das etapas restantes da separação, o interesse da FCA nos negócios da Ferrari foi distribuído aos acionistas da FCA, com 10% continuando a ser propriedade de Piero Ferrari. O spin-off foi concluído em 3 de janeiro de 2016.
Ao longo da sua história, a empresa tem se destacado por sua participação contínua em corridas, especialmente na Fórmula 1 (F1), onde é a equipe de corrida mais antiga e mais bem sucedida, detendo o maior número de vitórias (15). Os carros de estrada da Ferrari são geralmente vistos como um símbolo de velocidade, luxo e riqueza.

## História

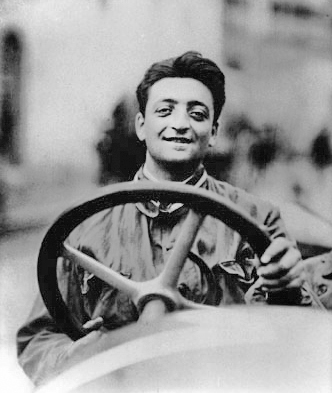
Enzo Ferrari na década de 1920.

Uma curiosidade pouco conhecida é que a cor vermelha icônica da Ferrari, muitas vezes associada à marca, foi originalmente escolhida como a cor oficial para carros de corrida italianos na década de 1920. Essa cor ficou tão emblemática que, mesmo quando os carros de rua começaram a ser produzidos, a Ferrari manteve o vermelho como sua assinatura, embora também ofereça uma gama de outras cores para os clientes. Além disso, o fundador Enzo Ferrari era conhecido por ser bastante exigente e até mesmo temperamental, o que levou a uma cultura interna de busca pela perfeição em cada detalhe.
O famoso símbolo é um cavalo negro que tinha quatro patas apoiadas no chão e agora tem duas, empinado num fundo amarelo, sempre com as letras S F de Scuderia Ferrari. O cavalo era originalmente o símbolo do Conde Francesco Baracca, um lendário "asso" (ás) da força aérea italiana durante a Primeira Guerra Mundial, que o pintou na lateral de seus aviões. Baracca morreu muito jovem em 19 de Junho de 1918, abatido após 34 duelos vitoriosos e muitas vitórias em grupo, tornando-se assim um herói nacional. Baracca queria o cavalo empinado nos seus aviões porque a sua esquadra, os "Battaglione Aviatori", fora inscrita num regimento da Cavalaria (as forças aéreas estavam nos seus primeiros anos e não tinham administração separada), e também porque ele mesmo tinha a reputação de melhor cavaliere (cavaleiro) de sua equipe.
Em 15 de junho de 1923, Enzo Ferrari ganhou uma corrida no circuito de Silvio em Ravena onde conheceu a Condessa Palina, mãe de Baracca. A Condessa pediu que ele usasse o desenho de um cavalo nos seus carros, sugerindo que isso lhe daria boa sorte, mas a primeira corrida na qual a Alfa Romeo permitiu o uso do cavalo nos carros da Scuderia foi onze anos depois, nas 24 Horas de Spa em 1932. A Ferrari ganhou. Ferrari deixou o cavalo negro como havia sido feito no avião de Baracca; contudo, ele adicionou um fundo amarelo porque era a cor símbolo de sua terra natal, Modena.

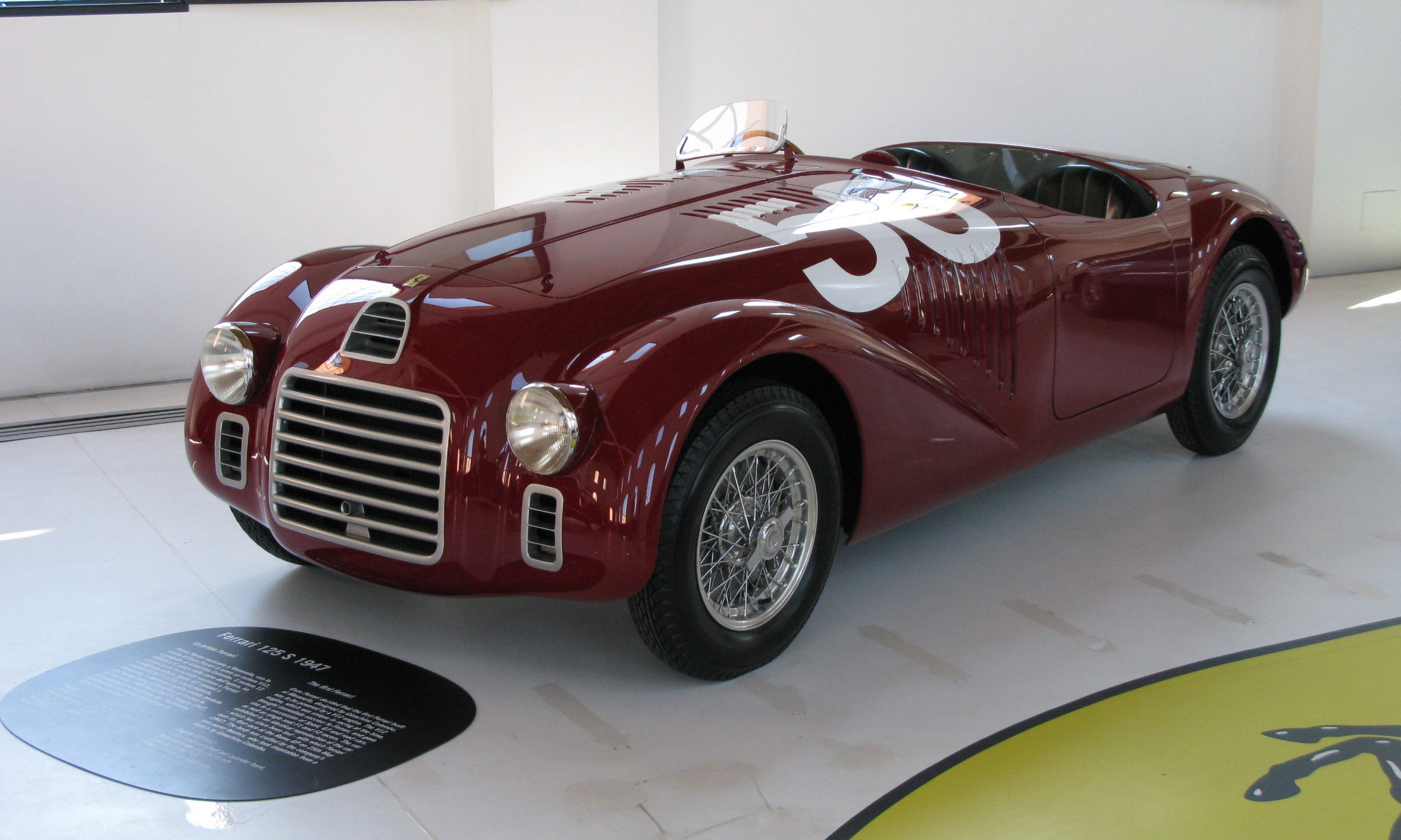
Réplica de um Ferrari 125 S.

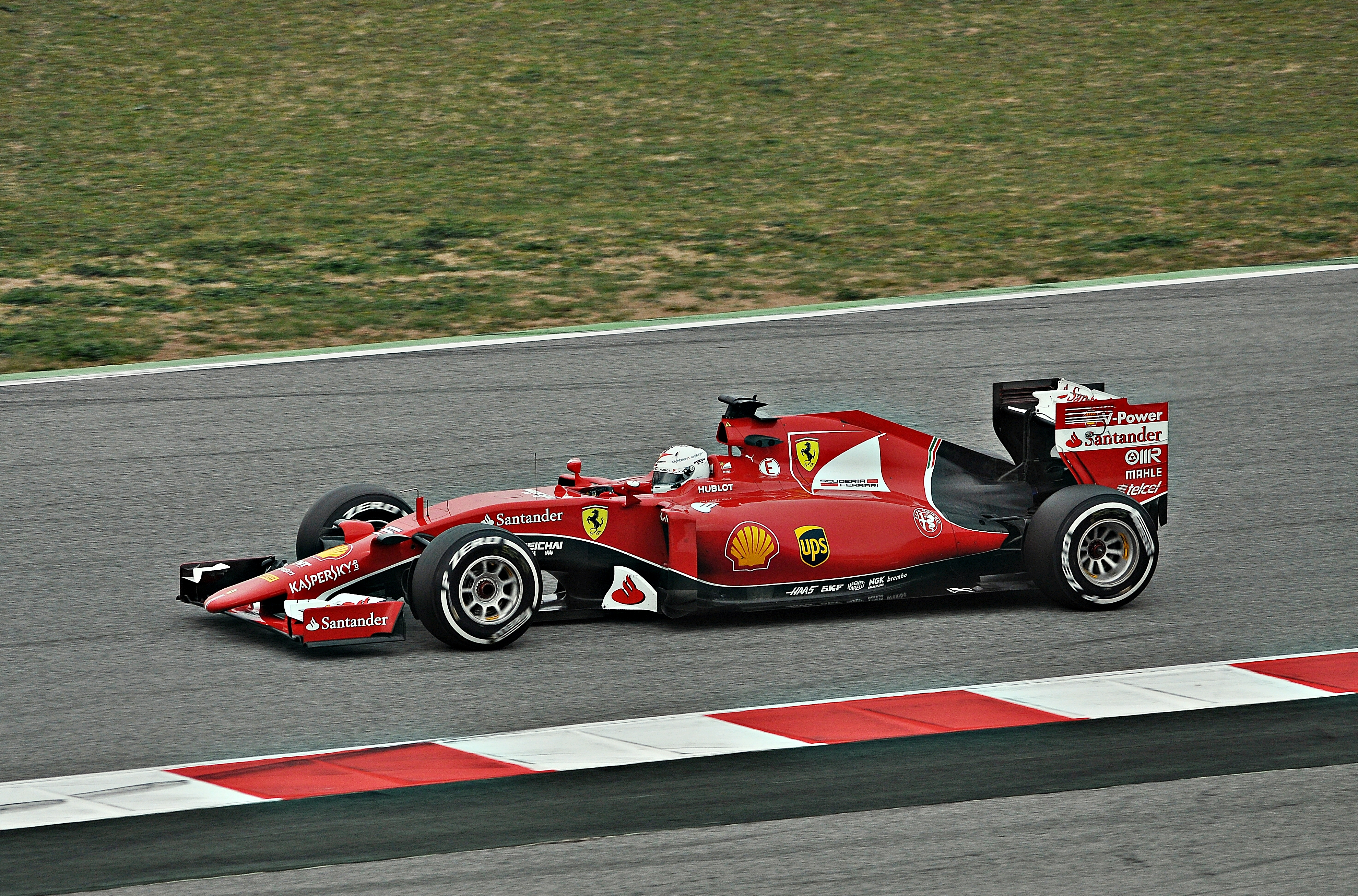
Ferrari SF15-T (2015)

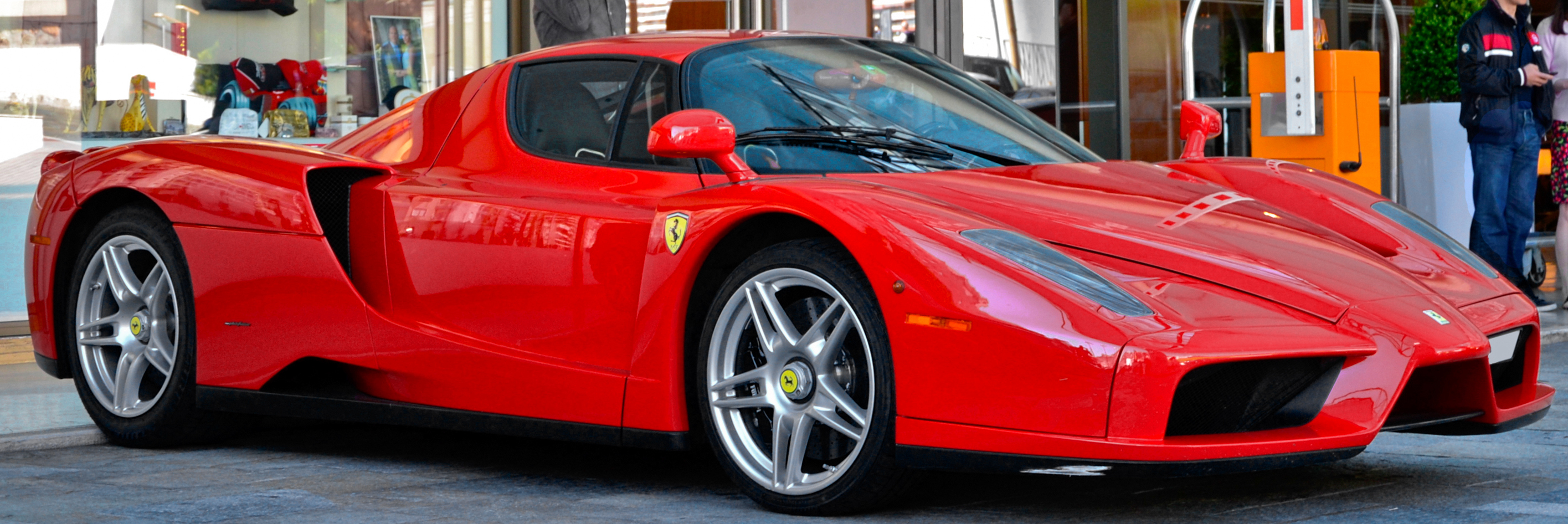
Ferrari Enzo

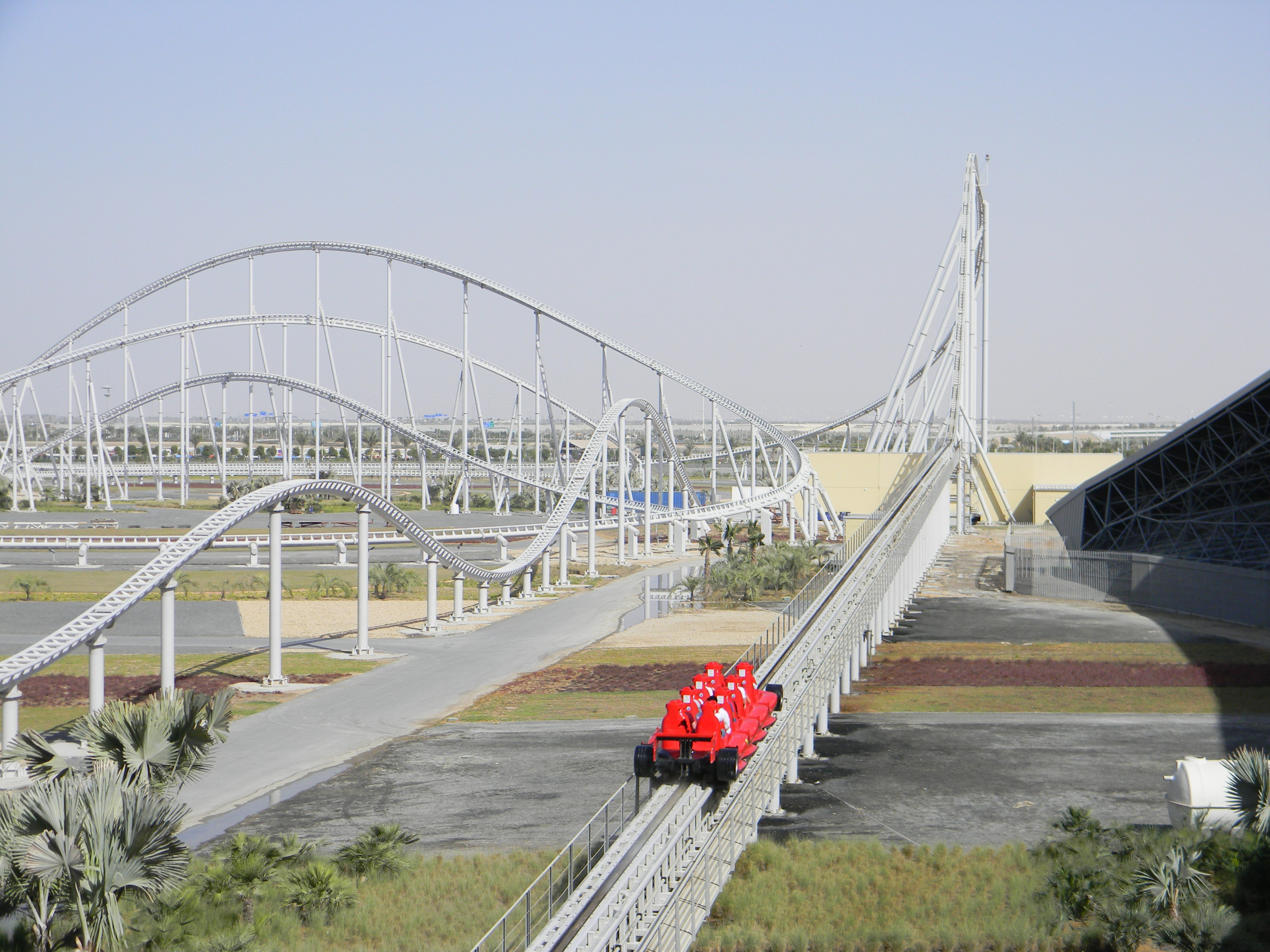
Formula Rossa, a montanha-russa mais rápida do mundo, no Ferrari World em Abu Dhabi, nos Emirados Árabes Unidos.

Uma das imagens de marca da Ferrari é a sua cor "rosso corsa" (vermelho de corrida). A utilização dessa cor teve início nos anos 1920, altura em que a entidade que viria a ser chamada de FIA, impunha que as marcas italianas teriam de apresentar cor vermelha, as francesas azul, as alemãs prateada, as holandesas laranja, as belgas amarela, as inglesas verde e as norte-americanas branca.
O cavalo empinado não foi sempre identificado como marca apenas da Ferrari: Fabio Taglioni usou-o nas suas motocicletas Ducati. O pai de Tagliani foi, de fato, um companheiro de Baracca e lutou com ele no 81º Esquadrão Aéreo, mas ao passo que a fama da Ferrari cresceu, Ducati abandonou o cavalo; esse pode ter sido o resultado de um acordo privativo entre as duas marcas.
Em 1940, a Alfa Romeo é absorvida pelo governo de Mussolini e utilizada como porta-estandarte do seu governo. Por esta altura a Scuderia Ferrari, impedida de ingressar em competições automotivas, passa a construir acessórios para aviões e peças para máquinas. Com o final da Segunda Guerra Mundial e queda do regime de Mussolini, é fundada a marca Ferrari, com o lançamento do seu primeiro modelo de estrada em 1947. O modelo lançado nesse ano foi a Ferrari 125 Sport com um motor V12 de 1500 cc.
Em 1951, a Ferrari consegue a sua primeira vitória na Fórmula 1 e, em 1955, Juan Manuel Fangio ganha o campeonato mundial ao volante de uma Ferrari. Esse foi também um ano triste para Enzo Ferrari com a morte do seu filho Dino. Em 1961, os tempos começaram a ficar difíceis para a Ferrari, depois de conflitos internos que levaram à saída de vários membros da direção. A Ferrari, mesmo assim, conseguiu alcançar um grande número de vitórias em competição e elevar o seu nome. Na década de 1960, a Ford tentou comprar a Ferrari, tendo em vista as competições automotivas. Mas essa tentativa falhou e a Ford criou o Ford GT40 que conseguiu acabar com o domínio da Ferrari nas 24h de Le Mans, que vigorou desde 1942 até 1960. Como resultado dos problemas financeiros que a Ferrari estava atravessando, a Fiat adquiriu parte da Ferrari em 1942 aumentando-a para 15% em 1960.
Para comemorar os 40 anos de existência da Ferrari, é lançado em 1987 a Ferrari F40, sendo esse o carro de estrada mais rápido do mundo até a altura. Em 1988, com a morte de Enzo Ferrari aos 91 anos, a Fiat aumenta o seu controle para 90%. Em 1997, a Ferrari adquire 15% da Maserati, passando a ter total controle da marca em 1999. A Ferrari utilizou a Maserati como a sua divisão de luxo até 2005, altura em que o controle regressaria à Fiat. A Ferrari continuou a alcançar grandes feitos na competição automotiva, conseguindo vencer a Fórmula 1, na categoria de construtores, de 1999 até 2002 com os pilotos Michael Schumacher e Rubens Barrichello. Em 2002 a Ferrari, em memória do seu fundador, lança a Ferrari Enzo, um super esportivo baseado na tecnologia utilizada na Fórmula 1.

## Scuderia Ferrari
A Scuderia Ferrari é uma equipe de automobilismo da Ferrari que compete no campeonato da Fórmula 1. É a equipe mais antiga em atividade na categoria. A Ferrari é a equipe mais vitoriosa e bem sucedida da história da F1. No Grande Prêmio da China de 2007 a equipe atingiu a incrível marca de 200 triunfos em GPs.